# Deutsche Bank Park
Das Waldstadion, aufgrund eines Namenssponsorings seit 1. Juli 2020 offiziell Deutsche Bank Park (zuvor Commerzbank Arena), ist ein Fußballstadion in Frankfurt am Main. Es liegt im Stadtwald im Stadtteil Frankfurt-Sachsenhausen. Das 1925 eröffnete, seither mehrfach modernisierte Stadion wurde anlässlich der Fußball-Weltmeisterschaft 2006 von 2002 bis 2005 als reines Fußballstadion ohne Leichtathletikanlage neu errichtet und am 15. Juni 2005 mit dem Eröffnungsspiel des FIFA-Konföderationen-Pokals, Deutschland gegen Australien, eingeweiht. Mit einem Fassungsvermögen von 58.000 Zuschauern ist es das siebtgrößte Fußballstadion in Deutschland.
Eigentümerin des Stadions ist die städtische Sportpark Stadion Frankfurt am Main Gesellschaft für Projektentwicklungen. Betreiberin war von 2005 bis 2020 die Stadion Frankfurt Management GmbH, an der Lagardère Sports Germany und die Apleona HSG Facility Management jeweils mit 50 Prozent beteiligt waren. Der Betreibervertrag und die Namensrechte der Commerzbank-Arena endeten zum 30. Juni 2020.
Hauptmieter des Stadions ist seit 1. Juli 2020 für die Dauer von 15 Jahren die Eintracht Frankfurt Fußball AG, die hier unter anderem ihre Bundesliga-Heimspiele austrägt und im Rahmen eines umfangreichen Nutzungsvertrags die Rechte für den Betrieb und die Vermarktung des Stadions hält.
Der Deutsche Bank Park umfasst neben dem Fußballstadion weitere Sportstätten. Hierzu gehören zusätzliche Fußballfelder im Bereich des Stadions, das Stadionbad, eine Beachvolleyball-Anlage und eine Turnhalle (Wintersporthalle). Anstelle der früheren Tennisanlage hat die Eintracht Frankfurt AG ihr Profi-Camp errichtet, in dem Geschäftsstelle und die Lizenzspielerabteilung untergebracht sind. Eine ehemals bestehende Radrennbahn, eine Kunsteisbahn sowie eine Minigolf-Anlage sind nicht mehr vorhanden. Der Sportpark ist über den Bahnhof Frankfurt am Main Stadion an das S-Bahn-Netz angeschlossen; die Straßenbahn bedient die Haltestelle Stadion Straßenbahn.

## Das heutige Stadion

### Bau und Architektur

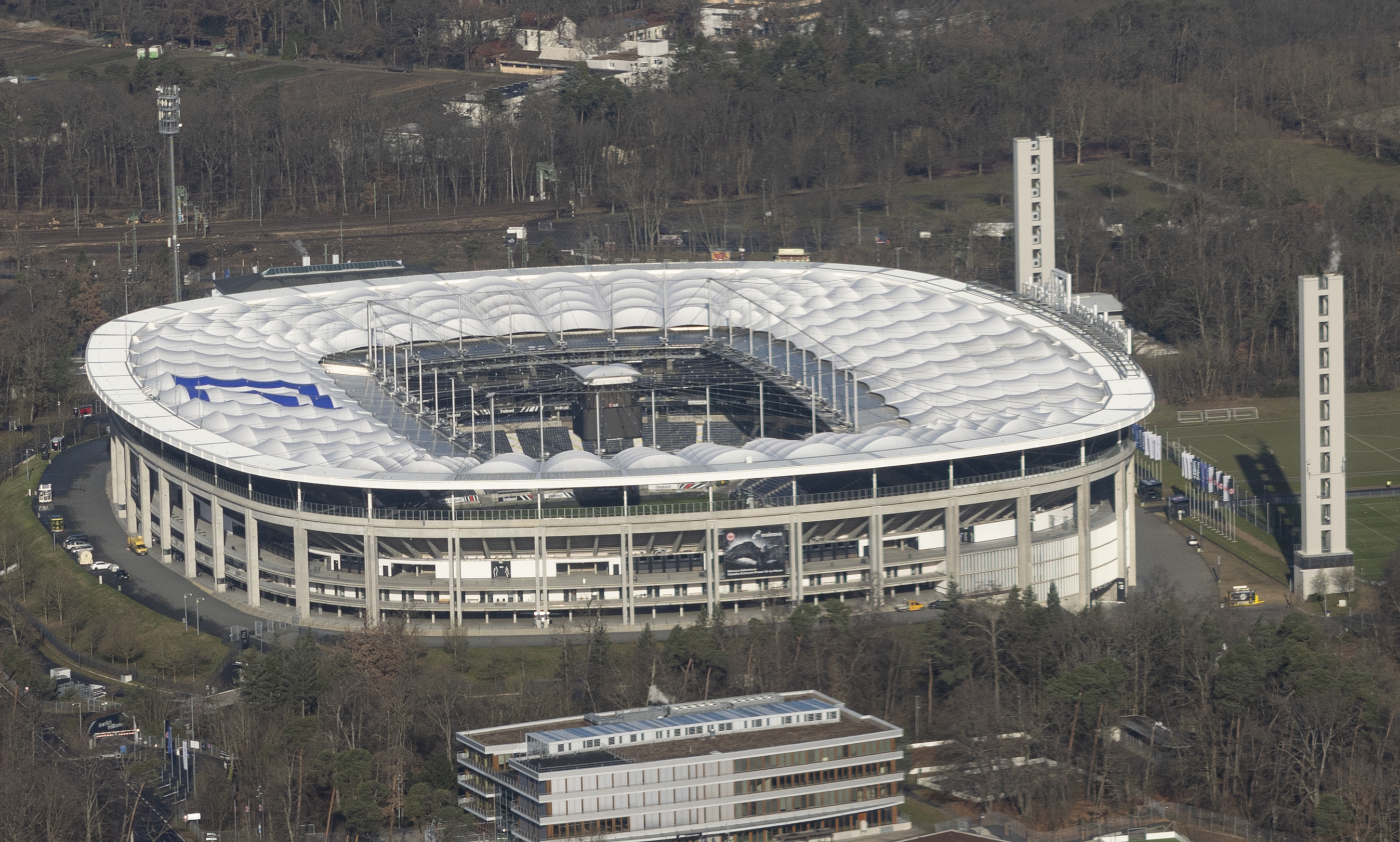
Das Stadion mit offenem Dach, rechts die beiden Medientürme

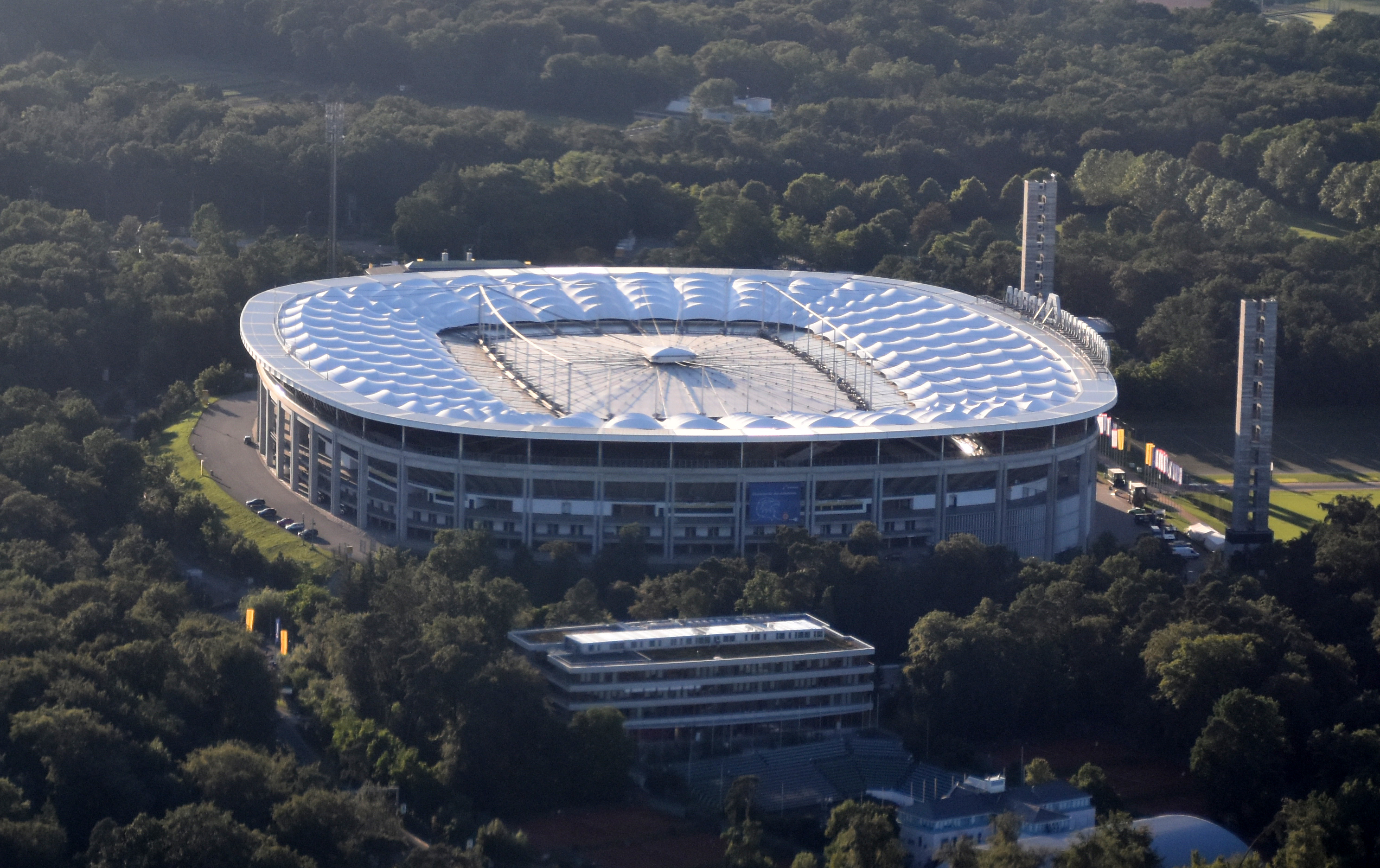
Das Stadion mit geschlossenem Dach

Bei dem heutigen Stadion handelt es sich bereits um das vierte Stadion an gleicher Stelle. Es wurde im Jahr 2000 vom Hamburger Architektenbüro Gerkan, Marg und Partner in Zusammenarbeit mit den Stuttgarter Ingenieuren Schlaich Bergermann und Partner konzipiert und von 2002 bis 2005 für die Fußball-Weltmeisterschaft 2006 erbaut. Bei laufendem Spielbetrieb wurde das Stadion abschnittsweise – Tribüne um Tribüne – neu errichtet. Offiziell wird von einem Umbau gesprochen, tatsächlich aber handelt es sich um einen Neubau an derselben Stelle.
Die jetzige Sportstätte ist ein reines Fußballstadion. Während im Vorgängerbau die Zuschauerplätze bis zu 125 Meter vom Spielfeld entfernt waren, ermöglichte der Verzicht auf die Leichtathletik-Laufbahn, die Tribünen heranzurücken – kein Platz ist weiter als 60 Meter entfernt. Die ursprünglich 51.500 Plätze verteilen sich auf zwei Ränge sowie ein zweistöckiges „Zwischenband“, in dem 74 „Business-Logen“ untergebracht sind. Bei American-Football-Spielen sowie bei internationalem Fußball werden die 8.000 Steh- in Sitzplätze umfunktioniert, was zur reduzierten Kapazität von 48.500 Zuschauern führt; zur Fußball-WM 2006 betrug sie laut FIFA 48.000. Bei Konzerten finden in dem Stadion bis zu 65.000 Besucher Platz.
Die leicht gebogenen Tribünen sind in die vorhandenen Erdwälle eingebettet. Eine integrierte Tiefgarage bietet 1800 Stellplätze. Das Stadion ist 210 m lang und 190 m breit, hat eine Bruttogeschossfläche von circa 110.000 m² sowie einen umbauten Raum von circa 480.000 m³.
Prägnantes Merkmal ist neben den beiden ca. 65 m hohen Medientürmen, die Haustechnik bergen, das 37.500 m² große Zeltdach, welches einer Felge mit Speichen nachempfunden ist. Die Dachlast von 3000 t wird von 44 Hauptstützen getragen und mittels Drahtseilen über einen äußeren Druckring auf die Außenwände des Stadions abgeleitet. Das Innendach überdeckt mit 9000 m² das gesamte Spielfeld und ist nach Darstellung der Arena-Betreiber „das größte Stahl-Seil-Membran-Innendach“ der Welt. Es kann vollständig im zentral aufgehängten, 30 t schweren und 31 m³ großen Videowürfel zusammengefaltet werden. Das Stadion wird deshalb auch als „das größte Cabrio der Welt“ bezeichnet. Der Vorgang des Schließens und Öffnens des aus PVC-beschichtetem Polyestergewebe hergestellten Innendachs dauert zirka 15 bis 20 Minuten. Es darf allerdings bei Unwetter oder Schneefall nicht geschlossen sein. Das Dach der Arena bzw. die verantwortlichen Architekten und Ingenieure wurden 2007 mit dem „Outstanding Structure Award“ der IABSE ausgezeichnet.
Das verschließbare Dach ermöglicht bei Starkregen eine wettergeschützte Durchführung von Veranstaltungen; allerdings gab es zunächst noch einige Probleme mit der Anlage: So sammelte sich im Juni 2005 beim Finale des Konföderationen-Pokals der Regen, der mit bis zu sieben Litern pro Quadratmeter vom Himmel fiel, aufgrund einer fehlerhaften Verspannung des Dachtragewerks in einer Mulde, floss durch ein Überlaufventil im Bereich der Eckfahne ab und weckte Erinnerungen an die „Wasserschlacht“ der WM 1974. Im Liga-Alltag versagte im Oktober 2005 der Öffnungsmechanismus aufgrund eines Hydraulikfehlers. Das Regenwasser sammelte sich in den Falten des halboffenen Dachs und strömte punktuell auf den Rasen. Weitere Pannen gab es seither nicht mehr; üblicherweise aber bleibt das Dach bei Bundesligaspielen geöffnet.
Das Stadion ist architektonisches Vorbild für die Arena Națională in der rumänischen Hauptstadt Bukarest, die im August 2011 fertiggestellt wurde. Eine sehr ähnliche schließbare Dachkonstruktion hat auch das Nationalstadion in Warschau. Beide Stadien wurden vom selben Architekturbüro GMP entworfen wie die Frankfurter Arena.
Im November 2023 wurde der Umbau des Oberrangs der Nordwestkurve vollendet. Dort, wo vorher Sitzplätze zu finden waren, wurde nun ein weiterer Stehplatzblock eröffnet. Begründet wurde diese Veränderung einerseits damit, dass sich nun mehr Zuschauer an der Stimmung der aktiven Fanszene beteiligen könnten. Andererseits könne man damit auch Familien und wirtschaftlich schwächer aufgestellten Fans einen Besuch im Stadion ermöglichen. Somit konnte die Kapazität des Deutsche Bank Park auf 58.000 erhöht werden. Im Zuge dieses Umbaus wurde auch die Anzahl der Plätze für Menschen im Rollstuhl erhöht und die Barrierefreiheit im Allgemeinen verbessert. Für die Zeit nach der EM 2024 war ein weiterer Ausbau auf 60.000 Plätze geplant.

### Heutige Nutzung
Das neue Waldstadion ist primär als Fußballstadion konzipiert, kann aber auch für andere Rasensportarten wie American Football sowie für Großveranstaltungen genutzt werden. Die Haupttribüne bietet Räumlichkeiten, die für Tagungen, Kongresse und andere Veranstaltungen vermarktet werden. Mit mehr als einer Million Besuchern jährlich zählt das Stadion zu den bestbesuchten Stadien Deutschlands.

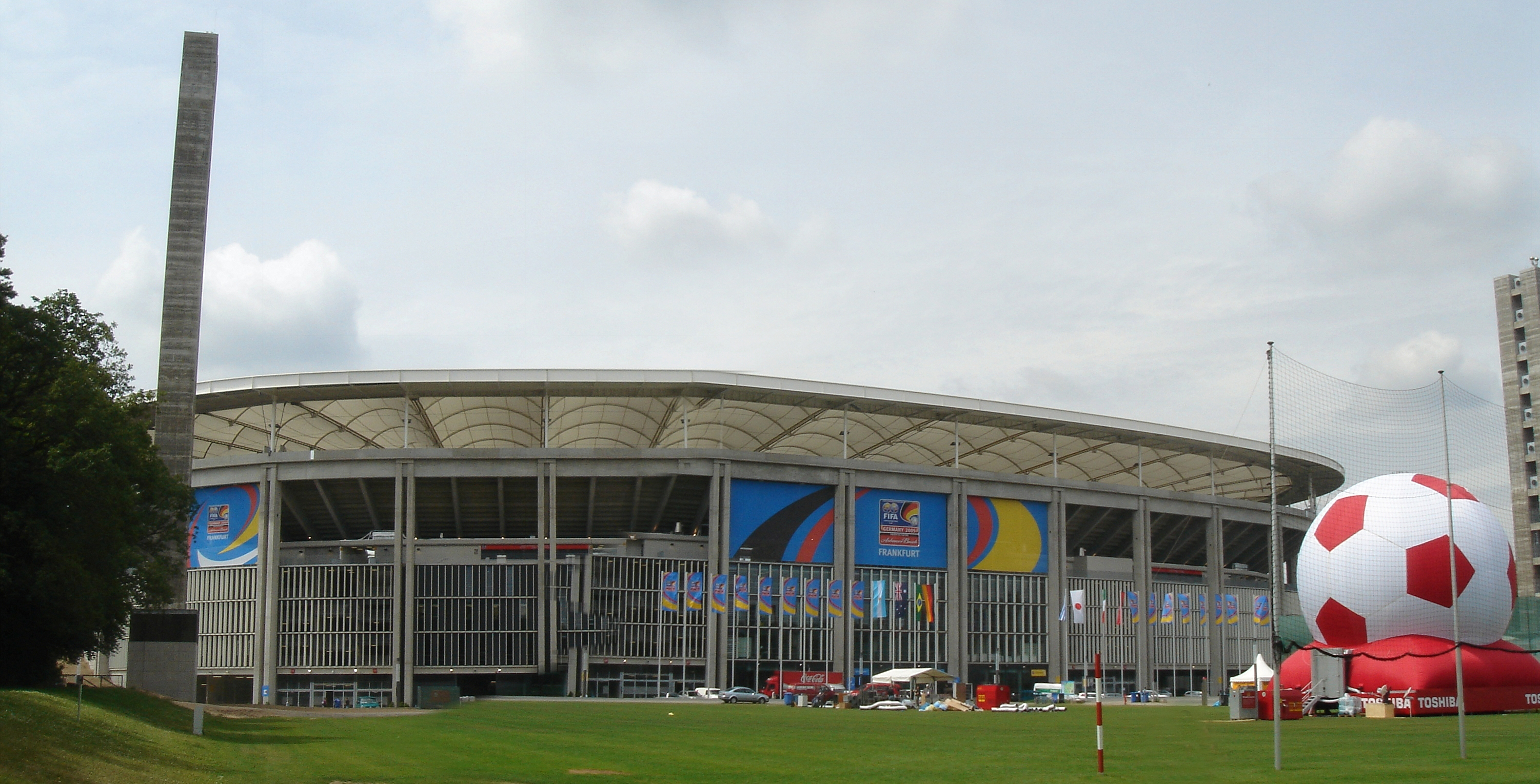
Außenansicht während des Konföderationen-Pokals 2005

Das neue Stadion wurde offiziell beim FIFA-Konföderationen-Pokal 2005, dem Testlauf für die Weltmeisterschaft 2006, eröffnet. Erstes Spiel im neuen Waldstadion war das Eröffnungsspiel Deutschland gegen Australien (Endstand 4:3) am 15. Juni 2005. Danach folgten zwei weitere Gruppenspiele sowie das Finale Brasilien gegen Argentinien (Endstand 4:1).

#### Fußball
Hauptnutzer der neuen Arena ist die Fußballmannschaft von Eintracht Frankfurt, die seit Einführung der Fußball-Bundesliga 1963 ihre Heimspiele im Waldstadion bestreitet. Den bislang höchsten Sieg im neuen Stadion erzielte die Eintracht im Spiel gegen Düsseldorf in der Saison 2018/19, das Spiel endete 7:1. In der Saison 2006/07 empfing die Eintracht bei den UEFA-Pokal-Spielen gegen Brøndby IF (4:0), US Palermo (1:2) und Newcastle United (0:0) erstmals internationale Vereinsmannschaften im neuen Waldstadion.
Nach der Fusion des 1. FFC Frankfurt mit der Eintracht im Jahr 2020 trugen die nun in der Bundesliga spielenden Eintracht-Frauen ihr erstes Pflichtspiel gegen Werder Bremen im Deutsche Bank Park aus. Weitere Spiele am letzten Spieltag der Saison 2020/21 gegen Wolfsburg sowie der Saisonauftakt zur Saison 2022/23 gegen Bayern München folgten. Das letztere Spiel stellte mit 23.200 Zuschauern einen neuen Rekord für ein Spiel der Frauen-Bundesliga auf, knapp 10.000 Menschen mehr als beim bisherigen Rekord aus dem Jahr 2014.
Daneben dient das Stadion aber auch als Ausweichort für Heimspiele anderer Mannschaften: Der 1. FSV Mainz 05 bestritt die Qualifikationsspiele zum UEFA-Pokal 2005/06 gegen den armenischen Vertreter MIKA Aschtarak und gegen Keflavík ÍF aus Island sowie das Spiel der 1. Runde gegen den FC Sevilla im Waldstadion.
Die heimischen Fußball-Frauen des 1. FFC Frankfurt besiegten im Stadion am 24. Mai 2008 im Finalrückspiel des UEFA Women’s Cup den Umeå IK mit 3:2, gewannen zum dritten Mal den Europapokal und stellten mit 27.500 Zuschauern auch einen neuen Rekord im Frauen-Vereinsfußball auf. Der SV Wehen Wiesbaden spielte die ersten Spieltage der Saison 2007/08 der 2. Fußball-Bundesliga in dem Stadion, da der eigene Neubau der Brita-Arena noch nicht fertiggestellt war. Aufgrund des Neubaus des Stadions am Bornheimer Hang musste der FSV Frankfurt in der Saison 2008/09 der 2. Fußball-Bundesliga ebenfalls ins Waldstadion ausweichen, und bereits im August 1974 trug Kickers Offenbach sein Bundesliga-Heimspiel gegen Bayern München im Frankfurter Waldstadion aus.
Auch der türkische Verband richtete bereits mehrere Spiele in der Arena aus. Im Frankfurter Stadion gewann Beşiktaş Istanbul 2006 den türkischen Super-Cup mit einem 1:0 gegen Galatasaray Istanbul, zudem fanden auf Grund der Platzsperre durch die UEFA in der Arena die Qualifikationsspiele zur Fußball-Europameisterschaft 2008 gegen Malta (Endstand 2:0 für die Türkei), gegen Moldawien (5:0 für die Türkei) und gegen Norwegen (Endstand 2:2) statt.
Das Stadion war außerdem Spielort der Fußball-Weltmeisterschaften 1974 und 2006, der Fußball-Europameisterschaft 1988 und 2024 sowie des Konföderationen-Pokals 2005. Hierbei ist insbesondere das bei der WM 1974 als „Wasserschlacht von Frankfurt“ bekannte Zwischenrundenspiel der deutschen Nationalmannschaft gegen Polen zu nennen, das trotz eines aufgrund starker Regenfälle nahezu unbespielbaren Platzes von der FIFA ausgetragen wurde. Vier Jahre später musste das Länderspiel Deutschland gegen Ungarn hingegen in der 60. Minute beim Stand von 0:0 wegen erneut widriger Wetterverhältnisse, diesmal starken Nebels, abgebrochen werden. Als weiteres bedeutendes Spiel der deutschen Fußballnationalmannschaft im Frankfurter Waldstadion gilt ein 9:3-Sieg gegen Rumänien am 14. Juli 1940, bei dem der damals 19-jährige Fritz Walter, später Ehrenspielführer der Nationalelf, mit drei Toren sein Länderspieldebüt gab. Des Weiteren fanden fünf DFB-Pokal-Endspiele im ehemaligen Waldstadion statt (1966, 1969, 1976, 1982 und 1984). Bei der Fußball-Weltmeisterschaft der Frauen 2011 war die Arena unter anderem Austragungsort des Finales.
Das Stadion und die Stadt Frankfurt erhielten den Zuschlag für das Finale der UEFA Europa League 2027. 
| Spiele der deutschen Fußballnationalmannschaft0 |   |                         |     |
| Die deutsche Fußballnationalmannschaft trat bisher zu folgenden Begegnungen im Stadion an: |   |                         |     |
| \| 2. März 1930, Freundschaftsspiel \| \| \| \| \| Deutsches Reich \| – \| Königreich Italien \| 0:2 \| \| 14. Januar 1934, Freundschaftsspiel \| \| \| \| \| Deutsches Reich \| – \| Ungarn \| 3:1 \| \| 24. April 1938, Freundschaftsspiel \| \| \| \| \| Deutsches Reich \| – \| Portugal \| 1:1 \| \| 14. Juli 1940, Freundschaftsspiel \| \| \| \| \| Deutsches Reich \| – \| Rumänien \| 9:3 \| \| 21. November 1956, Freundschaftsspiel \| \| \| \| \| BR Deutschland \| – \| Schweiz \| 1:3 \| \| 19. März 1958, Freundschaftsspiel \| \| \| \| \| BR Deutschland \| – \| Spanien \| 2:0 \| \| 8. März 1961, Freundschaftsspiel \| \| \| \| \| BR Deutschland \| – \| Belgien \| 1:0 \| \| 28. September 1963, Freundschaftsspiel \| \| \| \| \| BR Deutschland \| − \| Türkei \| 3:0 \| \| 26. März 1969, Freundschaftsspiel \| \| \| \| \| BR Deutschland \| – \| Wales \| 1:1 \| \| 27. März 1974, Freundschaftsspiel \| \| \| \| \| BR Deutschland \| – \| Schottland \| 2:1 \| \| 3. Juli 1974, WM 1974 – 2. Finalrunde \| \| \| \| \| BR Deutschland \| – \| Polen \| 1:0 \| \| 17. Mai 1975, Freundschaftsspiel \| \| \| \| \| BR Deutschland \| – \| Niederlande \| 1:1 \| \| 8. März 1978, Freundschaftsspiel \| \| \| \| \| BR Deutschland \| – \| Sowjetunion \| 1:0 \| \| 15. November 1978, Freundschaftsspiel \| \| \| \| \| BR Deutschland \| – \| Ungarn \| 0:0 \| \| 13. Mai 1980, Freundschaftsspiel \| \| \| \| \| BR Deutschland \| – \| Polen \| 3:1 \| \| 12. März 1986, Freundschaftsspiel \| \| \| \| \| BR Deutschland \| – \| Brasilien \| 2:0 \| \| 27. März 1991, Freundschaftsspiel \| \| \| \| \| Deutschland \| – \| Sowjetunion \| 2:1 \| \| 30. Mai 1998, Freundschaftsspiel \| \| \| \| \| Deutschland \| – \| Kolumbien \| 3:1 \| \| 15. Juni 2005, FIFA-Konföderationen-Pokal 2005 \| \| \| \| \| Deutschland \| – \| Australien \| 4:3 \| \| 21. November 2007, EM-Qualifikation \| \| \| \| \| Deutschland \| – \| Wales \| 0:0 \| \| 3. Juni 2010, Freundschaftsspiel \| \| \| \| \| Deutschland \| – \| Bosnien und Herzegowina \| 3:1 \| \| 15. August 2012, Freundschaftsspiel \| \| \| \| \| Deutschland \| – \| Argentinien \| 1:3 \| \| 4. September 2015, EM-Qualifikation \| \| \| \| \| Deutschland \| – \| Polen \| 3:1 \| \| 19. November 2019, EM-Qualifikation \| \| \| \| \| Deutschland \| – \| Nordirland \| 6:1 \| \| 26. März 2024, Freundschaftsspiel \| \| \| \| \| Deutschland \| – \| Niederlande \| 2:1 \| \| 23. Juni 2024, Europameisterschaft 2024 \| \| \| \| \| Schweiz \| – \| Deutschland \| 1:1 \| |   |                         |     |
| 2. März 1930, Freundschaftsspiel |   |                         |     |
| Deutsches Reich | – | Königreich Italien      | 0:2 |
| 14. Januar 1934, Freundschaftsspiel |   |                         |     |
| Deutsches Reich | – | Ungarn                  | 3:1 |
| 24. April 1938, Freundschaftsspiel |   |                         |     |
| Deutsches Reich | – | Portugal                | 1:1 |
| 14. Juli 1940, Freundschaftsspiel |   |                         |     |
| Deutsches Reich | – | Rumänien                | 9:3 |
| 21. November 1956, Freundschaftsspiel |   |                         |     |
| BR Deutschland | – | Schweiz                 | 1:3 |
| 19. März 1958, Freundschaftsspiel |   |                         |     |
| BR Deutschland | – | Spanien                 | 2:0 |
| 8. März 1961, Freundschaftsspiel |   |                         |     |
| BR Deutschland | – | Belgien                 | 1:0 |
| 28. September 1963, Freundschaftsspiel |   |                         |     |
| BR Deutschland | − | Türkei                  | 3:0 |
| 26. März 1969, Freundschaftsspiel |   |                         |     |
| BR Deutschland | – | Wales                   | 1:1 |
| 27. März 1974, Freundschaftsspiel |   |                         |     |
| BR Deutschland | – | Schottland              | 2:1 |
| 3. Juli 1974, WM 1974 – 2. Finalrunde |   |                         |     |
| BR Deutschland | – | Polen                   | 1:0 |
| 17. Mai 1975, Freundschaftsspiel |   |                         |     |
| BR Deutschland | – | Niederlande             | 1:1 |
| 8. März 1978, Freundschaftsspiel |   |                         |     |
| BR Deutschland | – | Sowjetunion             | 1:0 |
| 15. November 1978, Freundschaftsspiel |   |                         |     |
| BR Deutschland | – | Ungarn                  | 0:0 |
| 13. Mai 1980, Freundschaftsspiel |   |                         |     |
| BR Deutschland | – | Polen                   | 3:1 |
| 12. März 1986, Freundschaftsspiel |   |                         |     |
| BR Deutschland | – | Brasilien               | 2:0 |
| 27. März 1991, Freundschaftsspiel |   |                         |     |
| Deutschland | – | Sowjetunion             | 2:1 |
| 30. Mai 1998, Freundschaftsspiel |   |                         |     |
| Deutschland | – | Kolumbien               | 3:1 |
| 15. Juni 2005, FIFA-Konföderationen-Pokal 2005 |   |                         |     |
| Deutschland | – | Australien              | 4:3 |
| 21. November 2007, EM-Qualifikation |   |                         |     |
| Deutschland | – | Wales                   | 0:0 |
| 3. Juni 2010, Freundschaftsspiel |   |                         |     |
| Deutschland | – | Bosnien und Herzegowina | 3:1 |
| 15. August 2012, Freundschaftsspiel |   |                         |     |
| Deutschland | – | Argentinien             | 1:3 |
| 4. September 2015, EM-Qualifikation |   |                         |     |
| Deutschland | – | Polen                   | 3:1 |
| 19. November 2019, EM-Qualifikation |   |                         |     |
| Deutschland | – | Nordirland              | 6:1 |
| 26. März 2024, Freundschaftsspiel |   |                         |     |
| Deutschland | – | Niederlande             | 2:1 |
| 23. Juni 2024, Europameisterschaft 2024 |   |                         |     |
| Schweiz | – | Deutschland             | 1:1 |

#### American Football
Das Waldstadion war von 1991 bis 2007, mit einer Unterbrechung 1993 und 1994, als die Liga pausierte, Heimstätte für das Team von Frankfurt Galaxy. Diese Ära endete mit Auflösung der NFL Europe, des europäischen „Ablegers“ der nordamerikanischen National Football League, welchem die Galaxy seit Gründung der Liga 1991 angehörte. Am 23. März 1991 verlor das Team das Eröffnungsspiel der damals noch den Namen World League of American Football tragenden Spielklasse gegen die London Monarchs mit 11:24. Nach einer zweijährigen Pause nahm die Liga den Spielbetrieb 1995 wieder auf, sodass auch in Frankfurt wieder American-Football-Spiele ausgetragen wurden. Das letzte Spiel des Frankfurter Franchises in dem Stadion fand am 23. Juni 2007 statt, als hier zum dritten Mal nach 1998 und 2000 der World Bowl, die Meisterschaft der NFL Europe, ausgetragen wurde. Die Galaxy konnte den Heimvorteil allerdings nicht nutzen und unterlag den Hamburg Sea Devils mit 28:37.
Auch nach dem Rückzug der Frankfurt Galaxy wird jedoch weiterhin American Football im Stadion gespielt: Von 2008 bis 2010 war das Stadion jeweils im Herbst Austragungsort des German Bowl, dem Endspiel um die deutsche Meisterschaft im American Football. Im Juli 2010 war die Arena außerdem einer von drei Austragungsorten der American-Football-Europameisterschaft. Hier fanden u. a. Eröffnungs- und Endspiel statt: Mit einem 26:10 gegen Frankreich nutzte das deutsche Team den Heimvorteil und wurde am 31. Juli 2010 zum zweiten Mal nach 2001 Europameister.
Der German Bowl XLI, das Endspiel der GFL in der Saison 2019, fand am 12. Oktober 2019 im Waldstadion statt. Auch der German Bowl XLII, ursprünglich für 2020 geplant, aber aufgrund der COVID-19-Pandemie erst 2021 ausgetragen, fand hier statt.
Im Zuge der NFL International Series finden ab Herbst 2022, bis zunächst 2025, insgesamt fünf Partien der Regular Season der National Football League in München und Frankfurt, im jährlichen Wechsel, statt. München mit der Allianz Arena war Gastgeber der ersten Begegnung. Am 5. und 12. November 2023 fanden die ersten beiden Spiele in Frankfurt statt. Im ersten Spiel besiegten die Kansas City Chiefs die Miami Dolphins mit 21:14. Im zweiten Spiel setzten sich die Indianapolis Colts mit 10:6 gegen die New England Patriots durch. Beide Spiele waren mit knapp über 50.000 Zuschauern ausverkauft.

#### Handball

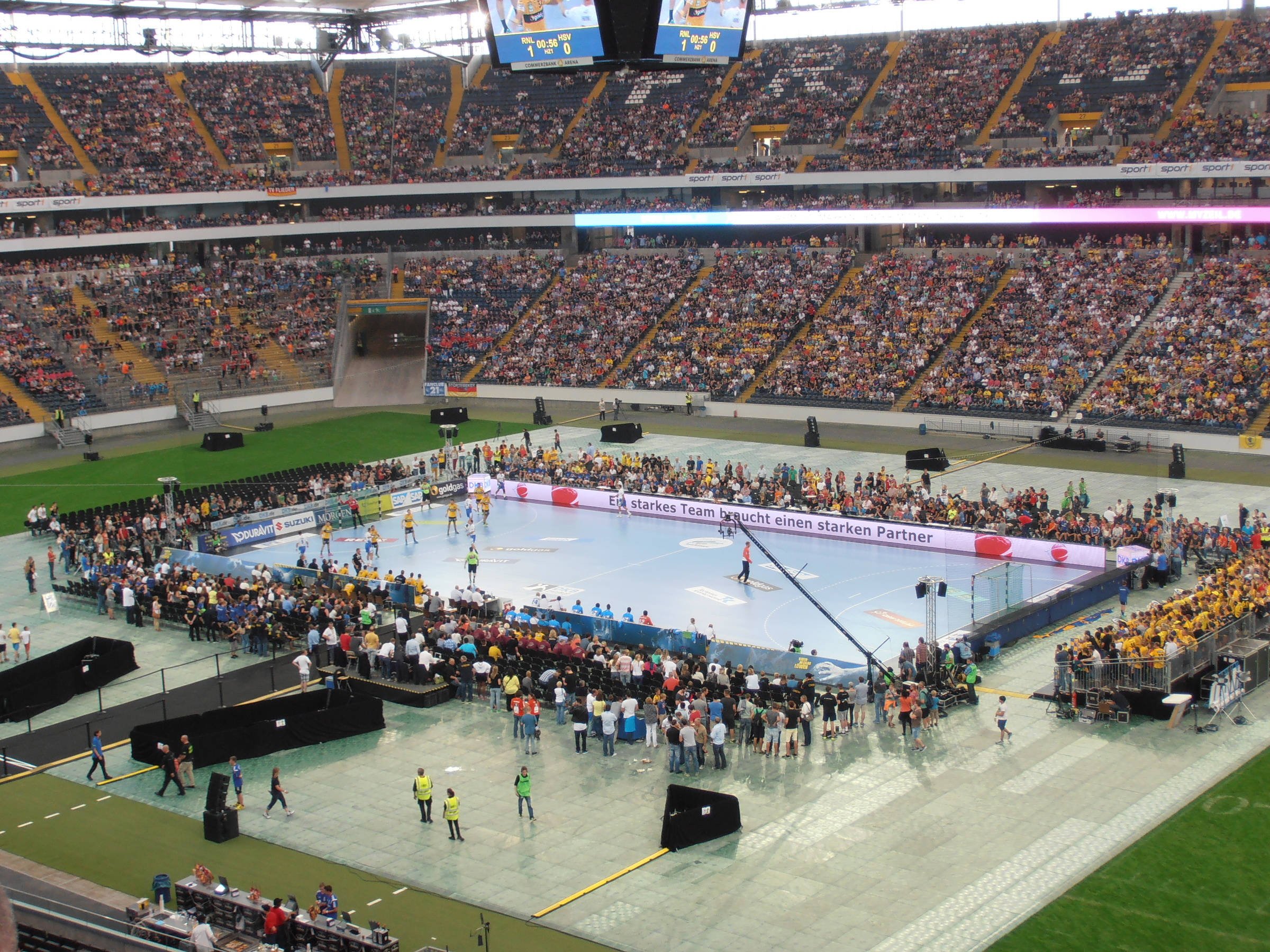
Vor 44.189 Zuschauern spielten die Rhein-Neckar Löwen gegen HSV Hamburg beim Tag des Handballs.

Am 6. September 2014 fand in und um das Stadion herum der Tag des Handballs statt. Höhepunkt war am Abend das Bundesligaspiel zwischen den Rhein-Neckar Löwen und dem HSV Hamburg. Das Spiel gewannen die Rhein-Neckar Löwen mit 26:24, vor der Weltrekordkulisse – für ein Hallenhandballspiel – von 44.189 Zuschauern.

#### Eishockey

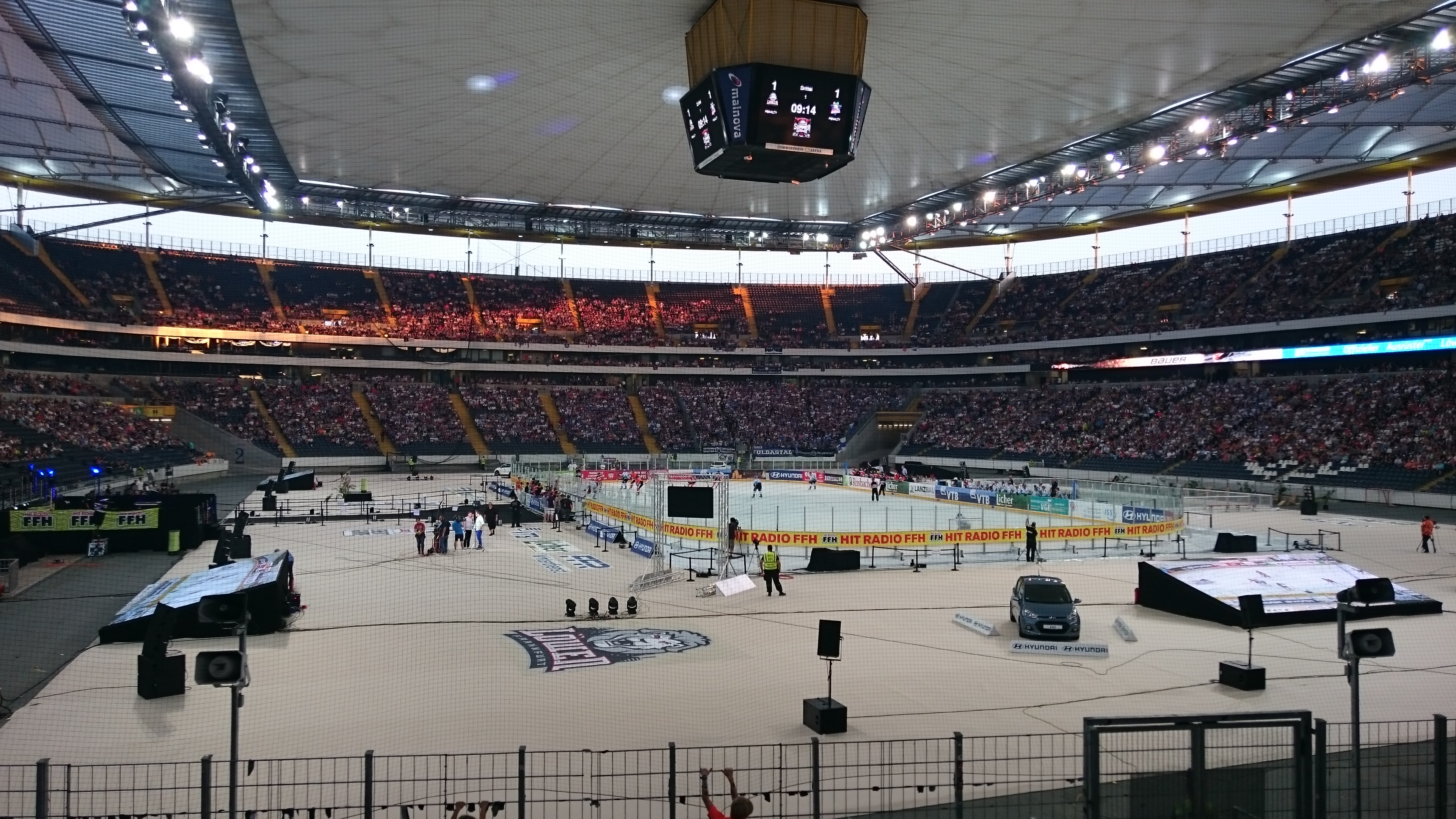
DEL2 Summer Game

Die Löwen Frankfurt trugen bisher zwei Heimspiele im Frankfurter Stadion aus. Am 10. September 2016 startete die DEL2-Saison mit dem DEL2 Summer Game, das die Löwen vor 30.000 Zuschauern bei geschlossenem Dach mit 4:5 n. V. gegen die Kassel Huskies verloren. Am 4. Januar 2025 fand das DEL Winter Game im Deutsche Bank Park statt, diesmal mit offenem Dach. 45.110 Zuschauer sahen einen 5:1-Derbysieg der Löwen Frankfurt gegen die Adler Mannheim.

#### Weitere Großereignisse
Die Turner kehrten ebenfalls in die Frankfurter Arena zurück: 2009 fand zum fünften Mal das Internationale Deutsche Turnfest in Frankfurt statt. Am 11. September 2010 wurde in der Arena der Boxkampf um die Weltmeisterschaft im Schwergewicht zwischen Wladimir Klitschko und Samuel Peter ausgerichtet, welcher in der 10. Runde von Klitschko durch technischen K. o. beendet wurde.
Bereits 2007 knüpfte die Arena an die Ära der großen Open-Air-Konzerte des Waldstadions an: Erstmals seit dem Neubau gastierten die Rolling Stones, Genesis und Herbert Grönemeyer im Frankfurter Stadion; 2008 und 2009 folgten Künstler wie Madonna, Bon Jovi, Bruce Springsteen, Céline Dion und Depeche Mode. Mit Mario Barth und Bülent Ceylan gastierten im Sommer 2011 erstmals auch zwei Comedians in der Arena.

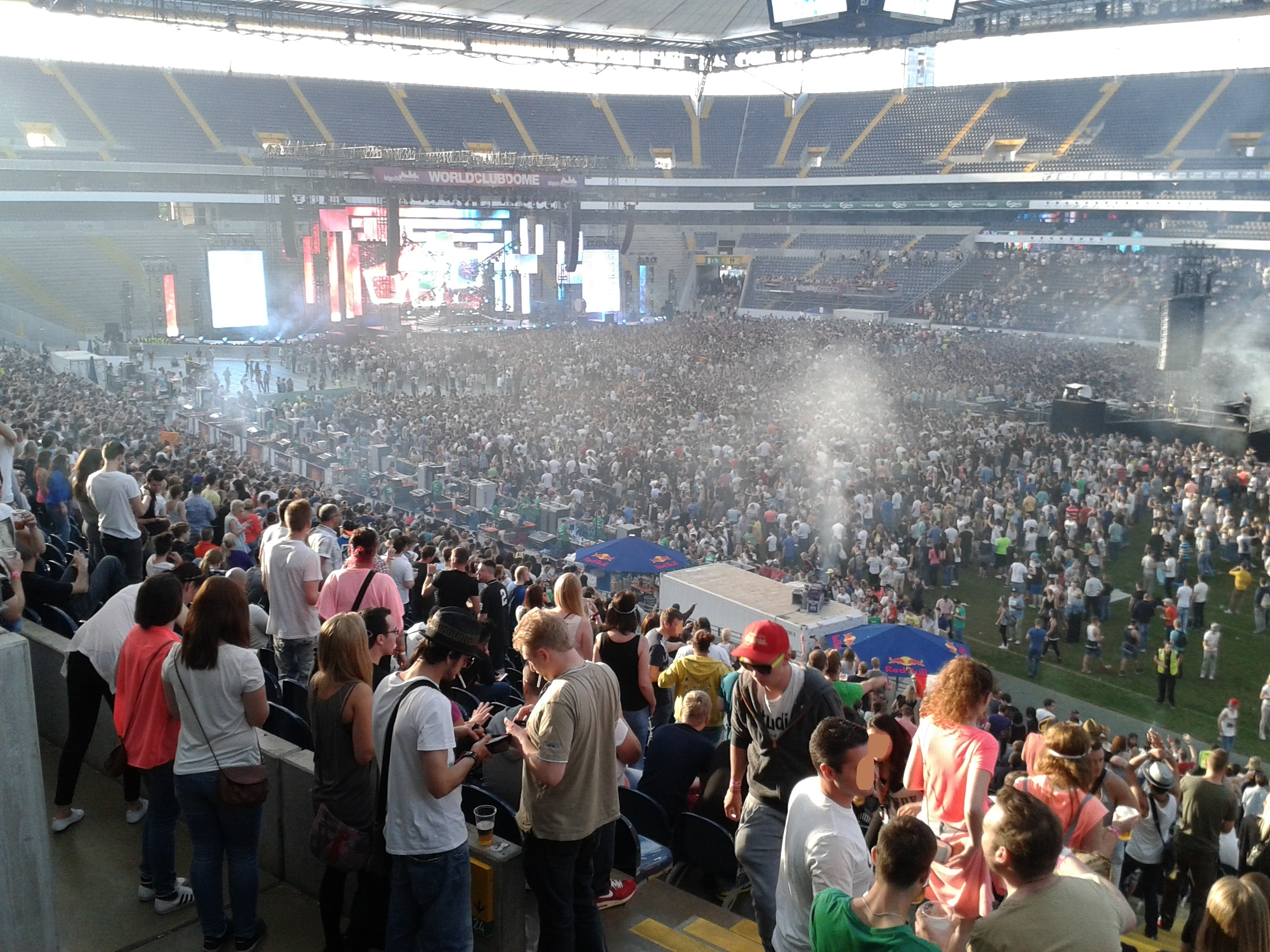
Im Waldstadion finden regelmäßig Konzerte und Festivals statt, unter anderem der BigCityBeats World Club Dome (2014).

Seit 2013 findet jährlich Ende Mai oder Anfang Juni im Stadion der BigCityBeats World Club Dome statt. 2015 besuchten 100.000 EDM-Fans das dreitägige Festival, bei dem 150 DJs auf 14 Bühnen auftraten. Headliner waren unter anderem David Guetta, Hardwell, Steve Aoki, Dimitri Vegas & Like Mike.
2016 traten unter anderem die Sängerinnen Rihanna und Beyoncé und der Sänger Billy Joel im Rahmen des Konzert-Sommers in der Arena auf.
Seit dem Boom überdimensionaler Public Viewings bei der Fußball-Weltmeisterschaft 2006 finden auch immer wieder solche Veranstaltungen in dem Stadion statt. Das Finale der Fußball-Europameisterschaft 2008 zwischen Deutschland und Spanien konnten so beispielsweise über 50.000 Menschen im Stadion verfolgen. Seit 2006 findet auch der jährliche Regionalkongress der Zeugen Jehovas im Stadion statt. 2006, 2009 und 2014 wurde jeweils ein großer, internationaler Kongress der Zeugen Jehovas veranstaltet. Bei diesen großen Ereignissen kamen Besucher aus aller Welt zusammen und das Programm wurde in mehreren Sprachen dargeboten.

#### Trimm-dich-Pfad
Im September 2021 wurde auf dem Gelände ein rund 2,5 km langer Trimm-dich-Pfad eröffnet, der neun Stationen bietet. Die Nutzung ist außerhalb von Veranstaltungstagen während der Öffnungszeiten kostenfrei möglich.

#### Kletterwald
Im März 2025 wurde auf dem Areal des Deutsche Bank Parks ein Kletterwald eröffnet. Dieser gilt als der größte in der Rhein-Main-Region und besteht aus 13 abwechslungsreichen Parcours, mit zahlreichen Aufstiegen sowie Seilbahn-Abschnitten. Die fünf sogenannten MegaTower in knapp 30 m Höhe bieten einen Blick auf die Frankfurter Skyline sowie das Stadion. Betreiberin ist die Kletterpark Stadion Frankfurt GmbH, ein Joint-Venture der Weitblick Naturerlebnis GmbH und der Eintracht Frankfurt Stadion GmbH.

### Namensgebung

Sponsorenlogo bis 2020

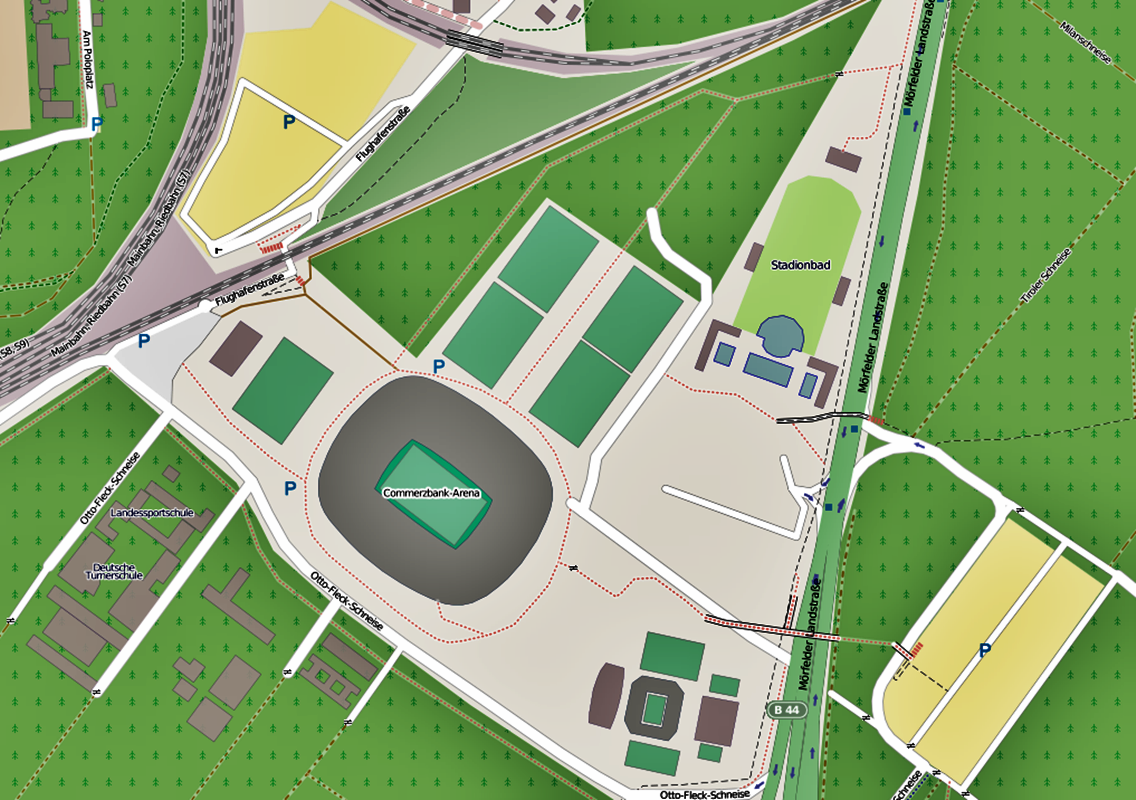
Lageplan

Im Rahmen eines Namenssponsorings durch die Commerzbank wurde das Waldstadion am 1. Juli 2005 für zunächst 10 Jahre in Commerzbank-Arena umbenannt. Die Commerzbank zahlte für dieses Recht rund 30 Millionen Euro an die städtische Betreibergesellschaft. Da die Commerzbank kein Partner der FIFA ist, verlangte die FIFA sowohl beim Konföderationen-Pokal 2005 als auch bei der Fußball-Weltmeisterschaft 2006 von dem Betreiber, die Arena als FIFA WM-Stadion Frankfurt zu bezeichnen. Während der Fußball-Weltmeisterschaft der Frauen 2011 lautete der Name entsprechend FIFA Frauen-WM-Stadion Frankfurt. Von 2006 bis 2020 trug das Dach des Stadions den Sponsorennamen Commerzbank Arena als Leuchtreklame. Die 8,30 Meter hohen Buchstaben bildeten nach Angaben des Herstellers Europas größten mit LED beleuchteten Schriftzug.
Die Umbenennung des Waldstadions ist umstritten und stieß vor allem bei den Fußballfans der Frankfurter Eintracht und anderer Vereine auf Unverständnis. Viele sprechen auch weiterhin vom „Waldstadion“, was sie durch Fangesänge gegen die Kommerzialisierung belegen. Auch Rolf Müller, Präsident des Landessportbundes Hessen, sieht im Verlust des historischen Namens einen Verlust sportlicher Identität. In der am 13. September 2014 von der Fanorganisation Nordwestkurve e. V. durchgeführten Aktion Reclaim the name, die in den nationalen Medien große Beachtung fand, trafen sich zahlreiche Eintracht-Fans an einem Kiosk, um gemeinsam Lotto zu spielen und mit dem möglichen Gewinn in die Verhandlungen um die Neuvergabe der Namensrechte des Stadions 2015 einzusteigen. Erzielt wurde letztlich ein Gewinn von 384,20 Euro. Diesen Betrag boten die Fans dem Stadionbetreiber zusammen mit einem Angebot, dafür an einem Heimspiel-Tag von Eintracht Frankfurt die Namensrechte am Stadion zu erwerben. Auf das Angebot haben die Fans keine Antwort erhalten. Der Stadionbetreiber lud sie zwar zum Gespräch, der Rechteinhaber Commerzbank wollte die Angelegenheit jedoch nicht kommentieren.
Die Commerzbank ließ den Sponsoringvertrag zum 30. Juni 2020 nach 15 Jahren auslaufen. Neuer Namenssponsor wurde zum 1. Juli 2020 die Deutsche Bank, mit der ein Vertrag bis zum 30. Juni 2027 mit Option auf Verlängerung geschlossen wurde. Seither heißt das Stadion offiziell Deutsche Bank Park. Die Leuchtreklame auf dem Dach besteht seit August 2020 aus blauen und weißen Leuchtdioden. Mit 73 Metern Breite ist die Anlage kleiner als vorher, jedoch trotzdem eine der längsten Europas.

### Sonstiges
Wie bei anderen modernen Stadien mit engen Tribünen und umfassender Überdachung der Zuschauerränge ist auch im Waldstadion die Qualität des Rasens schlechter als in einem weitläufigen Leichtathletik-Stadion. Öfter als im vorherigen Waldstadion muss die Spielfläche sogar komplett ausgetauscht werden. Im Herbst 2007 wurde aus diesem Grund ein Rasenbeleuchtungssystem in der Arena installiert. Das leistungsstarke System von Speziallampen beleuchtet an spielfreien Tagen den Rasen, der so an kalten und dunklen Tagen besser wachsen kann und weniger häufig komplett ausgewechselt werden muss. Wenige Tage nach einem Madonna-Konzert musste im September 2008 erstmals ein Bundesligaspiel im Waldstadion wegen des beschädigten Rasens abgesagt werden. Zwar war der Rasen nach dem Konzert ausgetauscht worden, wegen des fehlenden Halts der Grasnarbe im Unterboden wurde die Verletzungsgefahr für die Akteure durch den Schiedsrichter jedoch als zu groß eingestuft.
Im Januar 2007 wurde die Kirche in der Arena eingeweiht, ein 90 m² großer ökumenischer Andachtsraum in der Haupttribüne, der von Werner Pokorny gestaltet wurde. Nach den Kapellen im Berliner Olympiastadion und der Veltins-Arena in Gelsenkirchen war dies der dritte Andachtsraum in einem deutschen Stadion. Als evangelischer Pfarrer war dort Eugen Eckert tätig, ein bekannter Komponist und Texter moderner Kirchenlieder. Im November 2007 wurde das Eintracht Frankfurt Museum im Waldstadion eröffnet. Auf über 400 m² Ausstellungsfläche dokumentiert dieses die inzwischen mehr als 125-jährige Geschichte von Eintracht Frankfurt.
Zur Saison 2020/21 erhielt das Stadion einen neuen Videowürfel. Der 6,9 Tonnen schwere Würfel von LG Electronics hat eine Bildschirmfläche von 276 m². Die fast sechs Millionen LEDs bieten eine Bildauflösung von 6.628 × 865 Pixeln.
2021 wurde zusammen mit der Deutschen Bank und Mastercard das Mobile-Payment-System „mainpay“ lanciert.
Im April 2022 gab Eintracht Frankfurt die Umbenennung der Gegentribüne des Deutsche Bank Parks nach der Vereinsikone Jürgen Grabowski bekannt, deren „Neueröffnung“ einige Wochen später anstand.
Zur Bundesliga-Saison 2025/26 erhielt die Haupttribüne den Namen „Bernd-Hölzenbein-Tribüne“, um den langjährigen Spieler und Funktionär von Eintracht Frankfurt Bernd Hölzenbein zu ehren.

## Geschichte

### Erstes Stadion

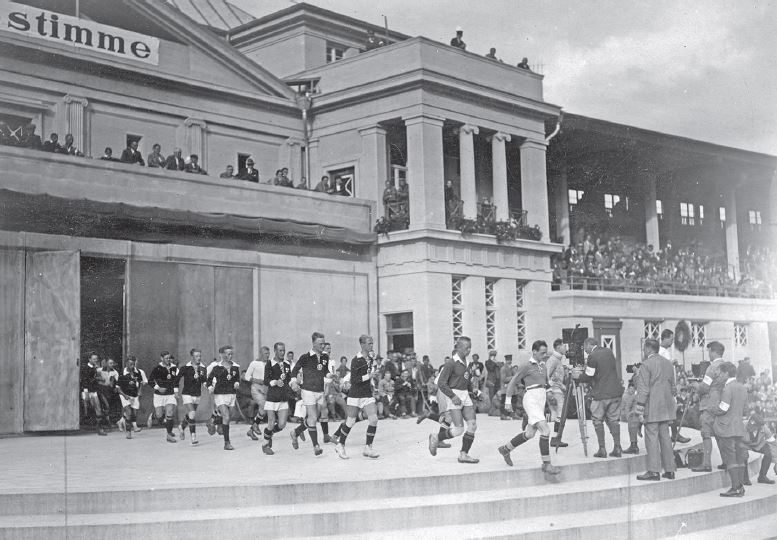
Fußballspiel Deutschland gegen Finnland bei der Arbeiterolympiade 1925: Einlauf der Mannschaften vor der Haupttribüne

Das ursprüngliche Waldstadion wurde nach vierjähriger Bauzeit am 21. Mai 1925 eröffnet, die Eröffnung der Schwimmbahn fand am 5. Juli und der Radrennbahn am 15. September des Jahres statt. Die Entwürfe stammten von Gartenbaudirektor Max Bromme für die Gesamtanlage und von Stadtbaurat Gustav Schaumann für das Tribünengebäude. Die Gesamtkosten betrugen 3,7 Millionen Mark (in heutiger Kaufkraft 17 Millionen Euro). Als Standort hatte man das Gelände einer ehemaligen Militärschießanlage ausgewählt und einen Sportpark mit Festwiese und integriertem Rad- und Schwimmstadion konzipiert. Das Stadion hatte eine Kapazität von 35.000 Zuschauern. Die Tribünen bestanden überwiegend aus Erdaufschüttungen unter Miteinbeziehung des ehemaligen Kugelfangs für die Südtribüne. Lediglich die Haupttribüne an der Nordseite war in Stahlbeton ausgeführt und hatte eine einem antiken griechischen Theater nachempfundene Fassade. Erstes nationales Großereignis war das Endspiel um die deutsche Fußballmeisterschaft am 7. Juni 1925. Der 1. FC Nürnberg besiegte den heimischen FSV Frankfurt mit 1:0. Weitere sportliche Höhepunkte der 1920er Jahre waren unter anderem die erste Arbeiterolympiade 1925, Fußball-Länderspiele gegen Italien und die Schweiz sowie ein Leichtathletik-Länderkampf, ebenfalls gegen die Schweiz.
Die Arbeiterolympiade vom 24. bis 28. Juli 1925 im Waldstadion war ein wichtiges Sportfest der deutschen Arbeitersportbewegung.
Die anvisierte Bewerbung für die Austragung der Olympischen Spiele 1936 musste jedoch zugunsten der Hauptstadt Berlin zurückgezogen werden. 1937 wurde die Zuschauerkapazität durch Ausbau der Gegengeraden auf 55.000 erhöht.
Unter den Nationalsozialisten wurde das jetzt als „Sportfeld“ benannte Waldstadion in den 1930er Jahren für politische Veranstaltungen, vor allem Aufmärsche und Versammlungen, mit bis zu 150.000 Teilnehmern genutzt. Einer der letzten sportlichen Höhepunkte vor dem Zweiten Weltkrieg war der Weltrekord über 400 m durch Rudolf Harbig am 12. August 1939.
Nach dem Krieg wurde das Waldstadion zunächst durch US-amerikanische Soldaten beschlagnahmt, in „Victory Stadium“ umbenannt und für eigene Zwecke genutzt. Bereits im Juli 1946 wurde das Stadion jedoch wieder für deutsche Veranstaltungen freigegeben. Sportliche Höhepunkte der Nachkriegszeit waren die deutschen Leichtathletik-Meisterschaften 1946, höchstklassige Oberliga-Lokalderbys der Eintracht, des FSV und der Offenbacher Kickers, das Comeback von Max Schmeling mit seinem K.-o.-Sieg gegen Werner Vollmer am 28. September 1947 sowie das Frankfurter Turnfest 1948.

### Erster Umbau, Einführung der Bundesliga
Ein „Chaos-Spiel“ gab Anlass für den ersten großen Komplettumbau. Beim Fußballspiel von Eintracht Frankfurt gegen den 1. FC Kaiserslautern im Mai 1953 waren fast 70.000 Karten für die für 55.000 Zuschauer konzipierte Hauptkampfbahn verkauft worden, so dass es zu Schlägereien mit mehr als 200 Verletzten kam, als weitere tausende Fans gewaltsam Einlass begehrten. Die Stadt Frankfurt beschloss daraufhin die erste umfassende Modernisierung.
Das sanierte und vergrößerte Waldstadion konnte nach 19-monatiger Bauzeit am 14. Mai 1955 wieder seiner sportlichen Bestimmung übergeben werden. Herausragende sportliche Ereignisse der 1950er Jahre waren unter anderem die Deutschen Leichtathletik-Meisterschaften 1955, Fußball-Länderspiele Deutschlands gegen die Schweiz und gegen Spanien sowie die Teilnahme der Eintracht an der Endrunde zur deutschen Meisterschaft 1959. Im Spiel gegen den FK Pirmasens wurde ein bis heute gültiger Zuschauerrekord aufgestellt. 81.000 Zuschauer sahen am 23. Mai den Sieg der Eintracht, die später im Finale in Berlin die Erzrivalen von Kickers Offenbach schlug und damit erstmals und bis heute zum einzigen Mal Deutscher Fußballmeister wurde.
1960 erhielt das Stadion die internationalen Ansprüchen genügende, damals wohl modernste Flutlichtanlage Deutschlands. Das Waldstadion erlebte in der Saison 1959/60 einige Europapokalbegegnungen der Eintracht gegen die Young Boys Bern, den Wiener Sport-Club und die Glasgow Rangers, die im Halbfinale vor 77.000 Zuschauern mit 6:1 (Rückspiel 6:3) besiegt wurden. Erst im Finale, ebenfalls in Glasgow, unterlagen die Frankfurter der damals in Europa dominierenden Mannschaft von Real Madrid mit 3:7. Das erste Bundesligaspiel im Waldstadion fand am 24. August 1963 statt. Das Aufeinandertreffen der Eintracht gegen den 1. FC Kaiserslautern am ersten Spieltag der neugegründeten höchsten deutschen Fußballspielklasse endete 1:1.
Ein weiterer sportlicher Höhepunkt der 1960er Jahre war der Kampf um die Schwergewichts-Weltmeisterschaft im Boxen zwischen Muhammad Ali und Karl Mildenberger am 10. September 1966, den Ali nach Abbruch in der 12. Runde vor 22.000 Zuschauern gewinnen konnte.

### Zweiter Umbau

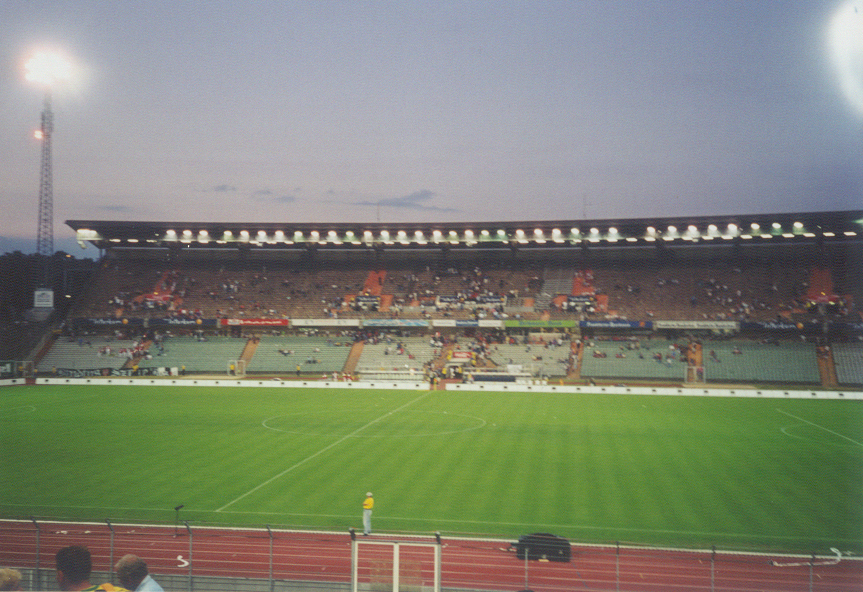
Die Haupttribüne des „alten“ Waldstadions im September 2001

Der zweite große Umbau des Waldstadions wurde für die Fußball-Weltmeisterschaft 1974 erforderlich. Von Mai 1972 bis Januar 1974 wurde das Stadion wieder praktisch neu gebaut, um den Anforderungen der WM-Spielorte an Komfort und Sicherheit gerecht zu werden.
Am 13. Juni 1974 fand im Waldstadion die Eröffnungsfeier für die Fußball-Weltmeisterschaft 1974 statt, außerdem wurden hier fünf Gruppenspiele ausgetragen, unter anderem die „Wasserschlacht von Frankfurt“ am 3. Juli, als die deutsche Mannschaft im entscheidenden Spiel in der Zweiten Finalrunde den Gegner aus Polen auf einem als nahezu unbespielbar geltenden Platz mit 1:0 besiegte, ins Finale einzog und in München durch den Sieg gegen die Niederlande Weltmeister wurde. Die offensichtlich notwendige Drainage sowie eine Rasenheizung wurden 1978 eingebaut.
Weitere Höhepunkte der 1970er Jahre waren das DFB-Pokal-Endspiel und die deutschen Leichtathletik-Meisterschaften 1976 sowie die Spiele im UEFA-Pokal 1979/80, der mit dem Gewinn des UEFA-Cups von Eintracht Frankfurt durch ein 1:0 im Finalrückspiel gegen Borussia Mönchengladbach am 21. Mai 1980 endete.

### Neue Veranstaltungen in den 1980er und 1990er Jahren
Auch in den 1980er Jahren waren es zum einen die bereits bekannten Sportarten, die hohe Zuschauerzahlen ins Waldstadion lockten. Neben dem Deutschen Turnfest 1983, den deutschen Leichtathletik-Meisterschaften 1988, den Endspielen um den DFB-Pokal 1982 und 1984 sowie dem Supercup 1987 und 1988 sind hier vor allem die Spiele der Fußball-Europameisterschaft 1988 zu nennen, anlässlich derer eine moderne Video-Anzeigentafel installiert und erste VIP-Einrichtungen erbaut wurden.
Daneben erschlossen der Deutsche Evangelische Kirchentag 1987 und Freiluftkonzerte neue Zuschauerschichten, beispielsweise Supertramp 1983, Bruce Springsteen 1985 und 1988, Madonna 1987, Prince (1988), die Rolling Stones und Tina Turner (1990). In den 1990er Jahren folgten Auftritte von Marius Müller-Westernhagen, den Dire Straits, U2, Bon Jovi und Michael Jackson, für dessen Auftritt das Spitzenspiel der Bundesliga von Eintracht Frankfurt gegen den FC Bayern München verlegt wurde.

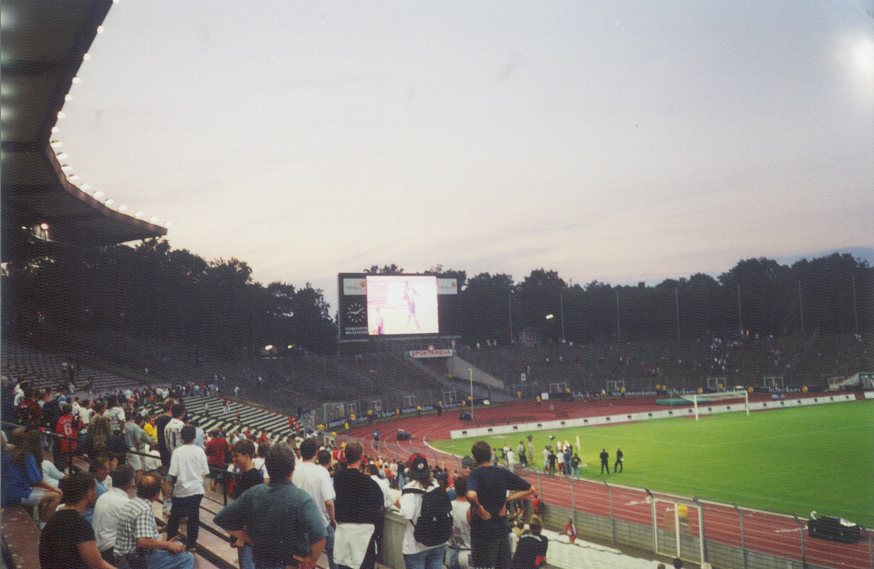
Aufnahme der Westkurve mit Videoleinwand während eines Zweitligaspiels im September 2001

Mit Frankfurt Galaxy hielt erstmals am 23. März 1991 der American Football Einzug ins Waldstadion und konnte sich für sechzehn Jahre im Rhein-Main-Gebiet etablieren. Das Stadion war 1998, 2000 und 2007 Austragungsort des World Bowl, des Endspiels der NFL Europe. Mit dem World Bowl XV am 23. Juni 2007 fand hier auch das letzte Spiel der NFL Europe statt, bevor die Liga den Spielbetrieb einstellte.
Der Fußball im Waldstadion war ab Mitte der 1990er Jahre hingegen mehrfach nur zweitklassig, da der Heimverein Eintracht Frankfurt 1996 für zwei Jahre, 2001 erneut für zwei Jahre und 2004 für ein Jahr jeweils aus der Bundesliga abstieg. Seit dem Wiederaufstieg der Eintracht am 22. Mai 2005 in der damals bereits fast fertigen neuen Arena gehörte das Waldstadion wieder zu den Heimstätten der 1. Bundesliga, nur kurz unterbrochen durch den Abstieg 2011 und dem Wiederaufstieg zur Saison 2012/13.
Am 23. Mai 2002 fand im Waldstadion das erste Endspiel um den neugeschaffenen Fußball-Europapokal der Frauen statt. Die heimische Mannschaft des 1. FFC Frankfurt wurde durch ein 2:0 über den schwedischen Verein Umeå IK erster Titelträger.
Nach Abschluss der Saison startete am 17. Juni 2002 der Um- bzw. Neubau des Waldstadions mit einem symbolischen „Baggerbiss“.

## Geplanter Bau einer Mehrzweckhalle
Seit rund 25 Jahren diskutiert und plant die Stadt Frankfurt am Main den Bau einer modernen Mehrzweckhalle in der Stadt. Die Festhalle wurde in den 1900er Jahren errichtet und entspricht nicht mehr den heutigen Ansprüchen. Die Ballsporthalle bzw. die Eissporthalle sind mit rund 5000 bzw. 7000 Plätzen für Großveranstaltungen zu klein. Mehrere Pläne wurden an verschiedenen Orten geprüft. Ende Februar 2025 stimmten die Stadtverordneten dem Bau am Deutsche Bank Park auf der Parkfläche P9 zu. Der Baugrund ist im Besitz der Stadt. Neben Konzerten, Shows und weiteren Veranstaltungen finden die Eishockeymannschaft der Löwen Frankfurt aus der DEL und die Basketballer der Skyliners Frankfurt aus der BBL eine neue und moderne Heimat. Die Multifunktionsarena soll 12.000 Sitzplätze bieten. Maximal sollen bei Konzerten bis zu 15.000 Plätze zur Verfügung stehen. Bei den Baukosten geht man von mindestens 250 Mio. Euro aus.
Im Juli 2025 wurde eine Ausschreibung für die Projektsteuerungsleistungen gestartet.

## Dokumentation
- Florian Naß: Im Herzen von Europa – 100 Jahre Waldstadion Frankfurt (hr), 44:12 Min., Erstausstrahlung: 21. Mai 2025 im HR-Fernsehen, Video verfügbar bis zum 20. Mai 2027[62]